# Чхартишвили, Илья Варламович
Илья Варламович Чхартишвили (1 января 1929, Джумати, Озургетский район — 5 декабря 1995) — советский борец вольного и классического стилей, Заслуженный тренер СССР (1972).

## Биография
Увлёкся борьбой в 1949 году. В 1956 году выполнил норматив мастера спорта СССР. В 1953 году начал заниматься тренерской деятельностью. Судья всесоюзной (1965) и международной категорий (1970).

## Награды
- орден «Знак Почёта» (30.05.1969)

## Известные воспитанники
- Казарашвили, Темо Михайлович (1959) — чемпион и призёр чемпионатов СССР, чемпион мира, мастер спорта СССР международного класса;
- Руруа, Роман Владимирович (1942) — чемпион и призёр чемпионатов СССР и Олимпийских игр, чемпион мира, Заслуженный мастер спорта СССР;
- Хохашвили, Нодар Георгиевич (1940) — чемпион и призёр чемпионатов СССР, призёр чемпионатов Европы, мира и Олимпийских игр, мастер спорта СССР международного класса;
- Цховребов, Андрей Никифорович (1939—1991) — чемпион СССР и Европы, Заслуженный мастер спорта СССР;
- Доборджгинидзе, Роин Давыдович (1948) — призёр чемпионатов СССР и Европы, мастер спорта СССР международного класса.